# 維克多·齊甘科夫
維克多·維塔利約維奇·齊甘科夫（烏克蘭語：Віктор Віталійович Циганков，羅馬化：Viktor Vitaliiovych Tsyhankov，1997年11月15日—）是一名乌克兰职业足球运动员，乌克兰国家队成員，現效力西甲球隊赫罗纳。

## 榮譽
基輔戴拿模
- 烏克蘭足球超級聯賽冠軍 : 2020–21
- 烏克蘭盃冠軍 : 2019–20，2020–21
- 烏克蘭超級盃冠軍 : 2018, 2019, 2020

## 外部連結
- Soccerway資料庫：維克多·齊甘科夫